# Giulietto Chiesa

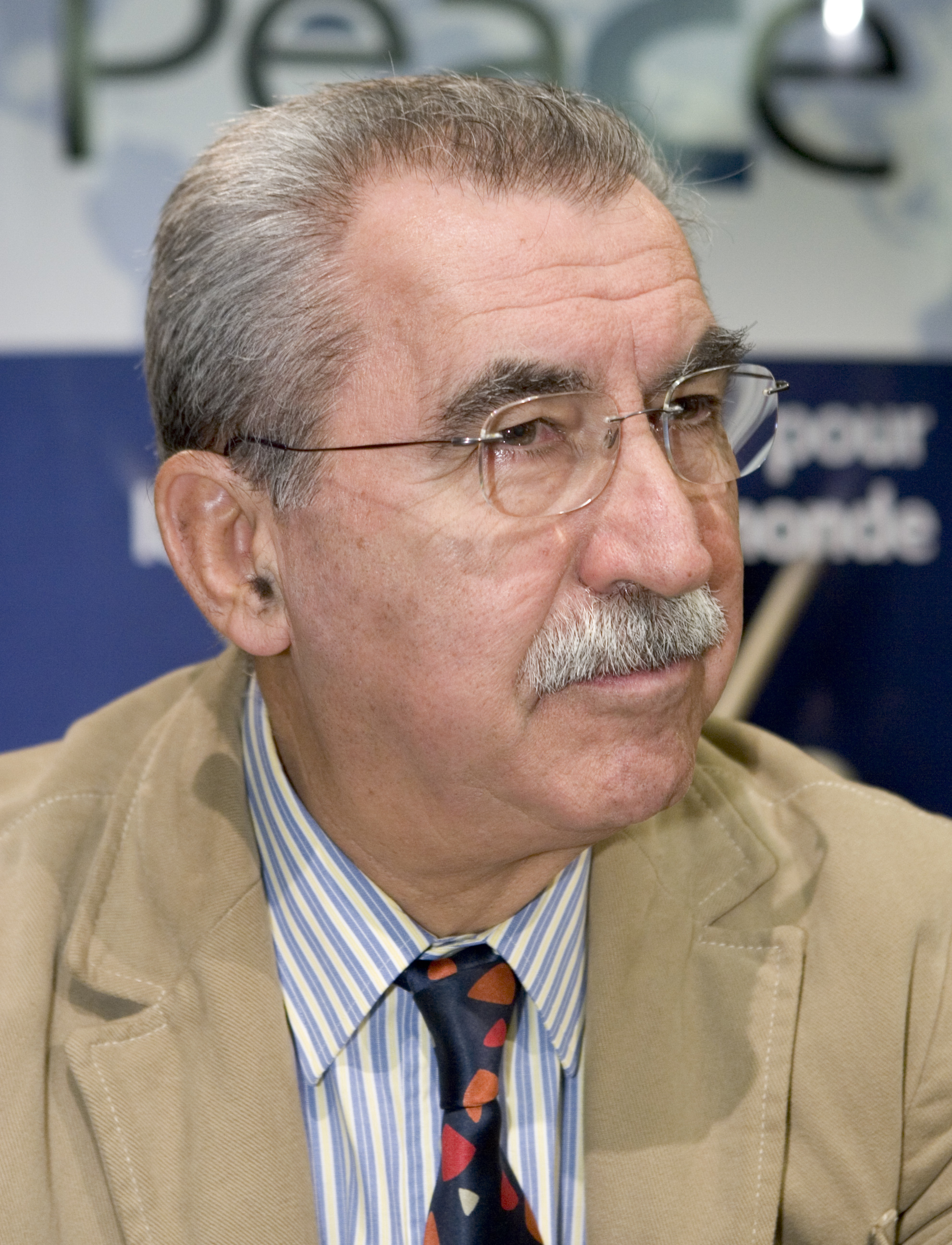
Giulietto Chiesa (2005)

Giulietto Chiesa (* 4. September 1940 in Acqui Terme; † 26. April 2020) war ein italienischer Journalist und Politiker (Italia dei Valori, ehemals Kommunistische Partei Italiens).

## Leben
Chiesa legte das humanistische Abitur ab und arbeitete ab 1981 als Journalist. Für die Zeitungen L’Unità und La Stampa berichtete er aus Moskau. Später war er Fellow des Wilson Center.
Chiesa gehörte zunächst dem Nationalsekretariat des Kommunistischen Jugendverbandes Italiens an und war danach Mitglied des Parteivorstands der PCI in der Sektion Genua. Von 1975 bis 1979 war er Vorsitzender der PCI-Fraktion im Provinzrat von Genua. Chiesa gehörte der PCI bis zur Auflösung 1991 an. 2004 wurde er über die unabhängige Lista Di Pietro in das Europäische Parlament gewählt.  Bei den Wahlen 2009 trat er in Lettland auf der Liste der russischen Partei ForHRUL an, scheiterte jedoch damit.
Chiesa verbreitete Verschwörungstheorien zum 11. September 2001, zu Chemtrails und HAARP.
Im Kaukasuskrieg 2008 kritisierte Chiesa die westlichen Medien und sagte, Russland habe genau das getan, was getan werden musste. Zum Russisch-Ukrainischen Krieg erklärte er, die Ukraine sei nie ein einheitlicher Staat gewesen, bezeichnete den Euromaidan als vom Westen gesteuerten „nazistischen Staatsstreich“ und drohte mit einem Dritten Weltkrieg. In Moskau erhielt er 2016 den Bunin-Preis. Chiesa war – neben dem gleichfalls verschwörungsaffinen österreichischen Publizisten Hannes Hofbauer und dem Schweizer Journalisten, SVP-Lokalpolitiker und Präsidenten der Handelskammer Schweiz-Russland Guy Mettan. – einer der hauptsächlichen Verbreiter des „Russophobie“-Narrativs der putinistischen Propaganda im Westen. Nach der völkerrechtswidrigen Annexion der Krim durch die Russische Föderation 2014 und den darauf reagierenden westlichen Sanktionen publizierten Chiesa, Hofbauer und Mettan fast gleichzeitig Bücher ähnlichen Inhalts, die die Geschichte einer angeblich kontinuierlichen „Russophobie“ vom Mittelalter bis in die Gegenwart („Putinphobie“) ausbreiteten. Chiesas Buch Putinfobia erschien neben dem italienischen Original auch in französischer und russischer Übersetzung. Nach dem russischen Überfall auf die Ukraine 2022 benutzte die russische Botschaft in Italien alte Statements von Chiesa posthum zu Propagandazwecken.

## Veröffentlichungen
- Obiettivo Teheran. Il bliz di Carter e i suoi retroscena, Bari, De Donato, 1980.
- L'Urss che cambia, con Roj Medvedev, Roma, Editori Riuniti, 1987. ISBN 88-359-3058-8.
- La rivoluzione di Gorbačëv. Cronaca della perestrojka, con Roj Medvedev, Milano, Garzanti, 1989. ISBN 88-11-73993-4.
- Transizione alla democrazia. La nascita delle forze politiche in Urss, Roma, Lucarini, 1990. ISBN 88-7033-386-8.
- Cronaca del golpe rosso, Milano, Baldini & Castoldi, 1991. ISBN 88-85988-02-4.
- Da Mosca. Alle origini di un colpo di Stato annunciato, Roma-Bari, Laterza, 1993. ISBN 88-420-4333-8.
- Russia addio, Roma, Editori Riuniti, 1997. ISBN 88-359-4046-X; 2000. ISBN 88-359-4827-4.
- Roulette russa. Cosa succede nel mondo se la Russia va in pezzi, Milano, Guerini, 1999. ISBN 88-8335-043-X.
- Afghanistan anno zero, con Vauro, Milano, Guerini, 2001. ISBN 88-8335-242-4.
- G8/Genova, Torino, Einaudi, 2001. ISBN 88-06-16170-9.
- La guerra infinita, Milano, Feltrinelli, 2002. ISBN 88-07-71001-3.
- La guerra come menzogna, Roma, Nottetempo, 2003. ISBN 88-7452-024-7.
- Superclan. Chi comanda l'economia mondiale?, con Marcello Villari, Milano, Feltrinelli, 2003. ISBN 88-07-71010-2.
- Invece di questa sinistra, Roma, Nottetempo, 2004. ISBN 88-7452-099-9.
- I peggiori crimini del comunismo, con Vauro, Casale Monferrato, Piemme, 2004. ISBN 88-384-8129-6; 2005. ISBN 88-384-8146-6.
- Cronache marxziane, Roma, Fazi, 2005. ISBN 88-8112-623-0.
- La virtualizzazione del reale e la fucina delle illusioni, in Brandelli d'Italia, Taranto, Chimienti, 2005. ISBN 88-901093-5-1.
- Il libretto rosso, ovvero La cazzata Potiomkin, con Vauro, Casale Monferrato, Piemme, 2006. ISBN 88-384-8669-7.
- Prima della tempesta, Roma, Nottetempo, 2006. ISBN 88-7452-084-0.
- Zero. Perché la versione ufficiale sull'11/9 è un falso, Casale Monferrato, Piemme, 2007. ISBN 978-88-384-6838-4.
- Le carceri segrete della CIA in Europa, con Francesco De Carlo e Giovanni Melogli, Casale Monferrato, Piemme, 2007. ISBN 978-88-384-8945-7.
- Il candidato lettone. Inedite avventure di un alieno in Europa, Milano, Ponte alle Grazie, 2010. ISBN 978-88-6220-123-0.
- Zero 2. Le pistole fumanti che dimostrano che la versione ufficiale sull'11/9 è un falso, a cura di, Casale Monferrato, Piemme, 2011. ISBN 978-88-566-2279-9.
- Giulietto Pino Chiesa, Pino Cabras Cabras: Barack Obush. La liquidazione di Osama, l'intervento in Libia, la manipolazione delle rivolte arabe, la guerra all'Europa e alla Cina: colpi di coda di un impero in declino. Hrsg.: Ponte alle Grazie. 2011, ISBN 978-88-6220-450-7 (italienisch).
- Invece della catastrofe. Perché costruire un'alternativa è ormai indispensabile, Casale Monferrato, Piemme, 2013. ISBN 978-88-566-3145-6.
- È arrivata la bufera, Casale Monferrato, Piemme, 2015, ISBN 978-88-566-4778-5
- La congiura lituana. Come uccisero l'Urss e cosa accadde a chi tentò di salvarla di Galina Sapožnikova, introduzione di Giulietto Chiesa, Sandro Teti Editore, ISBN 978-88-88249-70-4
- Putinfobia, Casale Monferrato, Piemme, 2016, ISBN 978-88-566-5453-0
- Chi ha costruito il Muro di Berlino?, in Revoluzione, Torino, Uno Editori, 2019, ISBN 978-88-3380-051-6